# Suaujski jezici
Suaujski jezici (privatni kod: suau), skupina austronezijskih jezika koj se govore u Papui Novoj Gvineji u provinciji Milne Bay. Jedna su od tri glavne grane jezgrovnih papuan tip jezika; ostale su Sjevernopapuanski kopneni-d'entrecasteaux jezici i maleni ogranak Maisin s jezikom maisin [mbq].
Predstavnici su: ’auhelawa ili ’urada, kurada [kud], 1.200 (1998 SIL); buhutu [bxh], 1.350 (2003 SIL); bwanabwana ili tubetube [tte], 2.400 (2007 SIL); oya’oya ili daiomuni [oyy], 370 (1990 popis); saliba [sbe], 2.500 (2007 Oetzel); suau ili iou [swp], 6.800 (Wurm and Hattori 1981); i wagawaga [wgw; povučen], ovaj jezik je podijeljen na jezike yaleba [ylb] i wagawaga [wgb] (novi identifikator).

## Vanjske poveznice
- Ethnologue (14th)
- Ethnologue (15th)